# 17. Infanterie-Brigade (Deutsches Kaiserreich)
Die 17. Infanterie-Brigade war ein Großverband der Preußischen Armee.

## Geschichte
Die 17. Infanterie-Brigade wurde am 5. November 1816 in Glogau in Niederschlesien als Infanterie-Brigade der Truppen-Brigade in Glogau aufgestellt, erhielt am 29. April 1852 nach mehreren Umbenennungen den Namen 17. Infanterie-Brigade. Sie war Teil der 9. Division mit Standort in Glogau, die dem V. Armee-Korps in Breslau zugeordnet war.

### Gliederung
- 1820

7. Infanterie-Regiment (2. Westpreuβisches), 18. Infanterie-Regiment (3. Westpreuβisches)
- 1821 bis 1849

6. Infanterie-Regiment (1. Westpreuβisches), 7. Infanterie-Regiment (2. Westpreuβisches)
- 1850

6. Infanterie-Regiment, 10. Infanterie-Regiment
- 1851

Wie 1820
- 1852 bis 1854

18. Infanterie-Regiment, 6. Landwehr-Regiment
- 1855 bis 1859

6. Infanterie-Regiment, 6. Landwehr-Regiment
- 1860 bis 1861

2. Posensches Infanterie-Regiment Nr. 19, 3. Posensches Infanterie-Regiment Nr. 58, 1. Westpreußisches Landwehr-Regiment Nr. 6
- 1862 bis 1864

Schlesisches Füsilier-Regiment Nr. 38, 3. Posensches Infanterie-Regiment Nr. 58, 1. Westpreußisches Landwehr-Regiment Nr. 6
- 1865 bis 1866

Westfälisches Füsilier-Regiment Nr. 37, 3. Posensches Infanterie-Regiment Nr. 58, 1. Westpreußisches Landwehr-Regiment Nr. 6
- 1867

3. Posensches Infanterie-Regiment Nr. 58, 4. Posensches Infanterie-Regiment Nr. 59, 1. Westpreußisches Landwehr-Regiment Nr. 6
- 1868 bis 1889

3. Posensches Infanterie-Regiment Nr. 58, 4. Posensches Infanterie-Regiment Nr. 59, 1. Westpreußisches Landwehr-Regiment Nr. 6, 1. Niederschlesisches Landwehr-Regiment Nr. 46, Reserve-Landwehr-Bataillon (Glogau) Nr. 37
- 1889 bis 1890

3. Posensches Infanterie-Regiment Nr. 58, Infanterie-Regiment Hiller von Gärtringen (4. Posensches) Nr. 59
- 1890 bis 1900

3. Niederschlesisches Infanterie-Regiment Nr. 50, 3. Posensches Infanterie-Regiment Nr. 58
- 1901 bis zur Mobilmachung 1914

Infanterie-Regiment „von Courbière“ (2. Posensches) Nr. 19, 3. Posensches Infanterie-Regiment Nr. 58

### Deutscher Krieg 1866
Im Krieg Preußens gegen das Kaisertum Österreich war die Brigade im Verband der 9. Division an der Schlacht bei Skalitz und dem Gefecht bei Schweinschädel beteiligt.

### Deutsch-Französischer Krieg 1870/1871
Im Deutsch-Französischen Krieg war die Brigade im Verband der 9. Division an der Schlacht bei Weißenburg beteiligt.

### Erster Weltkrieg
Mit der Mobilmachung im August 1914 musste die Brigade das Brigade Ersatz Bataillon 17 aufstellen und kam im Verband der 9. Division bis zu ihrer Auflösung am 25. März 1915 ausschließlich an der Westfront zum Einsatz.
Zu den Kampfhandlungen, Gefechten und Schlachten siehe Kampfgeschehen der 9. Division.

### Brigadekommandeure
| Name                                             | Datum                                                 |
| ------------------------------------------------ | ----------------------------------------------------- |
| Infanterie-Brigade Glogau/10. Infanterie-Brigade |                                                       |
| Friedrich Wilhelm von Funck                      | 5. November 1816 bis 4. September 1818                |
| Friedrich von Clausewitz                         | 5. September 1818 bis 28. Februar 1820                |
| 9. Infanterie-Brigade                            |                                                       |
| Friedrich von Clausewitz                         | 28. Februar 1820 bis 8. Dezember 1830                 |
| Heinrich von Kleist                              | 9. Dezember 1830 bis 29. März 1834                    |
| Leopold von Lützow                               | 30. März 1834 bis 29. März 1836                       |
| Eugen von Rohr                                   | 30. März 1836 bis 17. August 1837                     |
| Karl von Bockelmann                              | 18. August 1837 bis 16. Oktober 1844                  |
| Albrecht von Burski                              | 17. Oktober 1844 bis 9. Juni 1846                     |
| Georg Brunsig von Brun                           | 10. Juni 1846 bis 10. April 1848                      |
| August von Stockhausen                           | 11. April 1848 bis 20. September 1848                 |
| Heinrich von Brandt                              | 21. September 1848 bis 17. Juni 1850                  |
| Karl von Döring                                  | 18. Juni 1850 bis 4. Mai 1852                         |
| 17. Infanterie-Brigade                           |                                                       |
| Leopold Neander von Petersheyden                 | 4. Mai 1852 bis 24. April 1854                        |
| Karl Friedrich Adolf von Knobloch                | 25. April 1854 bis 13. August 1856                    |
| August Scheppe                                   | 25. April 1854 bis 13. August 1856                    |
| Friedrich von Monts                              | 14. August 1856 bis 14. Juni 1857                     |
| Eduard von Müller                                | 15. Juni 1857 bis 2. Juni 1859                        |
| Ludwig von Dalwig                                | 3. Juni 1859 bis 13. September 1860                   |
| Ernst Leo von Holwede                            | 14. September 1860 bis 24. Juni 1864                  |
| Alexander von Freyhold                           | 25. Juni 1864 bis 17. Juni 1865                       |
| Karl Rudolf von Ollech                           | 18. Juni 1865 bis 14. September 1866                  |
| Ernst Wilhelm Schuler von Senden                 | 15. September 1866 bis 17. Juli 1870                  |
| Alfred von Bothmer                               | 18. Juli 1870 bis 27. Juli 1874                       |
| Hermann von Ostrowski                            | 28. Juli 1874 bis 1. Januar 1877                      |
| Louis Arthur von Briesen                         | 2. Januar 1877 bis 4. Mai 1878                        |
| August Friedrich Hofmann                         | 5. Mai 1878 bis 31. Oktober 1879                      |
| Gustav von Steinsdorff                           | 1. November 1879 bis 10. März 1882                    |
| Wilhelm von Kalinowski                           | 11. März 1882 bis 14. Mai 1883                        |
| Theodor Pohlmann                                 | 15. Mai 1883 bis 24. Februar 1886                     |
| Heinrich von Ledebur                             | 25. Februar 1886 bis 13. Februar 1888                 |
| Georg Ludwig von Etzdorff                        | 14. Februar 1888 bis 23. März 1890                    |
| Georg Schuch                                     | 24. März 1890 bis 27. Juli 1892                       |
| Wilhelm von Specht                               | 28. Juli 1892 bis 4. Mai 1894                         |
| Hermann von Brauchitsch                          | 5. Mai 1894 bis 16. Juni 1897                         |
| Georg von Bose                                   | 17. Juni 1897 bis 14. Juni 1899                       |
| Richard Richter                                  | 15. Juni 1899 bis 11. September 1902                  |
| Clemens von Bernuth                              | 12. September 1902 bis 21. April 1905                 |
| Anton von Thiesenhausen                          | 22. April 1905 bis 1. April 1908                      |
| Felix von der Osten                              | 2. April 1908 bis 21. März 1910                       |
| Eduard von Below                                 | 22. März 1910 bis 30. September 1912                  |
| Otto von Sothen                                  | 1. Oktober 1912 bis 21. März 1914                     |
| Bruno Melms                                      | 22. März 1914 bis 22. März 1915 (Auflösung)           |
| Maximilian Ernst von Funcke                      | 3. Januar 1919 bis 15. Oktober 1919 (Demobilisierung) |